# Jagdschloss Prillwitz

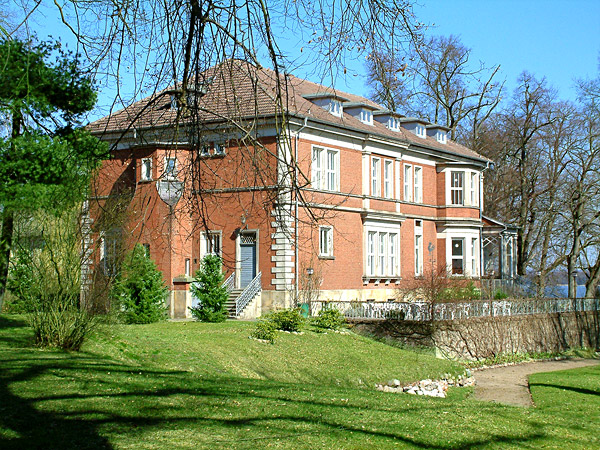
Jagdschloss Prillwitz, 2006

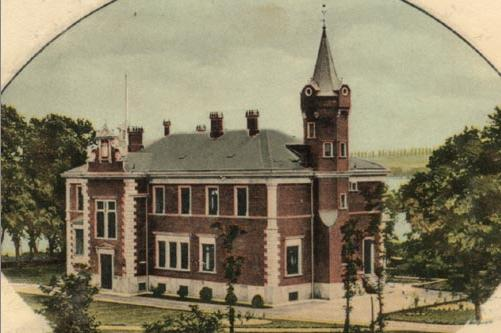
Jagdschloss Prillwitz, historische Ansichtskarte um 1900

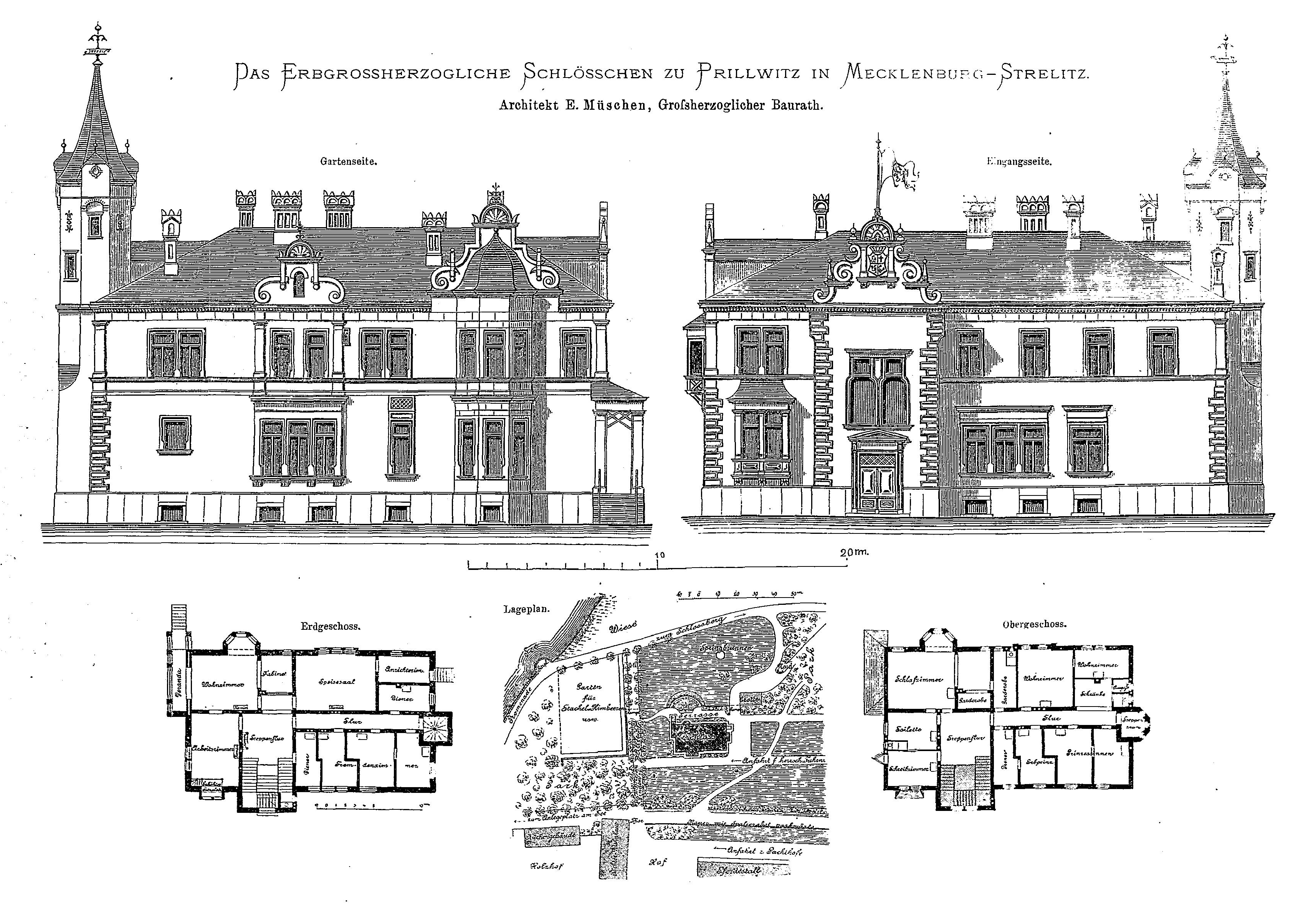
Veröffentlichte Entwurfszeichnungen, 1891

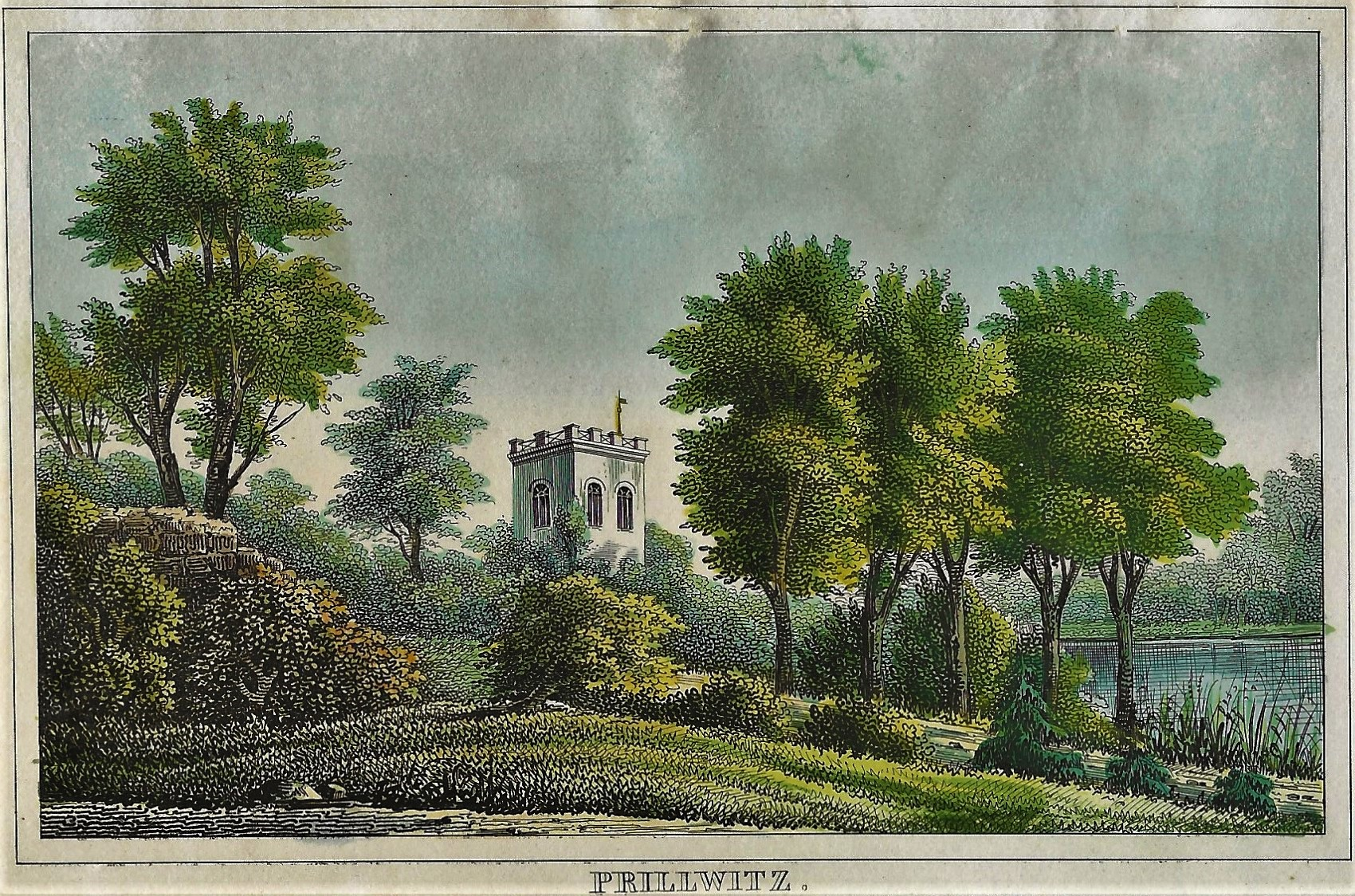
Ehemaliger Turm zum Gutshaus Prillwitz um 1844

Das Jagdschloss Prillwitz ist ein ehemaliges Jagdschloss der Großherzöge von Mecklenburg-Strelitz in Prillwitz in der Gemeinde Hohenzieritz im Landkreis Mecklenburgische Seenplatte in Mecklenburg-Vorpommern. Das Schloss aus der Epoche des Historismus steht am Ufer der Lieps und wird deshalb auch Liepser  Schlösschen genannt. 
Es wird nach weitgehender Rekonstruktion seit 2014 für Veranstaltungen, Übernachtungen und Filmaufnahmen vermietet.

## Geschichte
Die Geschichte des Jagdschlosses ist verknüpft mit dem Adelsgeschlecht von Peccatel, sie besaßen und bauten die Orte Peckatel, Weisdin, Prillwitz und andere vor 1408 aus. Bis 1801 gab es noch zehn weitere adlige Vorbesitzer (siehe Liste). 
1795 kaufte Herzog Karl II. von Mecklenburg-Strelitz das Gut Prillwitz von der Familie von Bredow. Das damals bereits vorhandene Herrenhaus aus dem Jahre 1706 existiert heute noch. 1801 war das Kabinettsamt des Großherzogtums der Besitzverwalter. 1882 übernahm der Erbgroßherzog und spätere Großherzog Adolf Friedrich V. die Bewirtschaftung des Gutes. Sein Vater, Großherzog Friedrich Wilhelm (II.), erbaute für ihn 1887–1889 das Jagdschloss neben dem alten Herrenhaus. Die Pläne zu diesem Neorenaissance-Bau in der Art eines Landhauses stammen von dem Architekten Eugen Müschen, der als großherzoglicher Baumeister in Neustrelitz wirkte. In einem nicht mehr vorhandenen eingeschossigen Nebengebäude war ein Teil der Innenwände mit eingemauerten Austernschalen und Weinbergschneckengehäusen verziert und als „Grotte“ bezeichnet.
Nach dem Freitod des letzten und unverheirateten Großherzogs von Mecklenburg-Strelitz, Adolf Friedrich VI., am 23. Februar 1918, gelangte das Schloss in den Besitz seiner Mutter, der Großherzogin Elisabeth.
1945 wurde das Schloss geplündert und später von Flüchtlingen und Neusiedlern bewohnt. Trotz der Nachkriegswirren blieben die Holztäfelungen der Eingangshalle, des Treppenhauses und des Saales (des späteren Restaurants) größtenteils erhalten.
1955 übernahm das Energiekombinat Neubrandenburg das Schloss und errichtete darin ein Ferienobjekt. In dieser Zeit wurde das Aussehen des Gebäudes dem damaligen Zeitgeist angepasst. Dazu zählten auch drei Flaggenmasten für die Fahnen der Sowjetunion, der DDR und des Energiekombinates. Durch die Nutzung des Gebäudes als Konsum-Gaststätte und Erholungsheim wurde in den sozialistischen Zeiten ein Leerstand und Verfall verhindert.
Seit 1995 präsentiert sich das Haus als Hotel mit angeschlossenem Restaurant. Ende 2006 wechselte der Besitzer und im Winter 2007 / Frühjahr 2008 erfolgte eine denkmalgerechte Renovierung des Hauses und die Wiederherstellung der Parkanlage. Die Wiedereröffnung nach weitergehenden Sanierungsmaßnahmen erfolgte am 4. April 2009. In den Jahren von 2012 bis 2014 wurden weitere Maßnahmen durchgeführt und das einstige Erscheinungsbild weitgehend rekonstruiert, ein zu DDR-Zeiten abgerissener Turm wurde wiederaufgebaut, die Parkanlage wurde nach historischem Vorbild umgestaltet. Ein im Neu-Tudorstil im 19. Jahrhundert errichteter Turm im Park wurde nicht wieder aufgebaut. Das Schloss kann komplett gemietet werden für Veranstaltungen, Filmaufnahmen und Übernachtungen, wofür drei Suiten mit jeweils zwei Schlafzimmern und weitere drei Doppelzimmer zur Verfügung stehen.
Der Autor Frank Pergande machte das Hotel im Jagdschloss Prillwitz zum Hauptschauplatz seines Regionalkrimis Der Fluch der Ente. In der ARD-Serie „Die Toten von Marnow“ stellt das Schloss die Kulisse für den Wohnsitz eines der Protagonisten dar.

## Liste der Ortsbesitzer
- vor 1408 Vicke von Peccatel
- bis 1505 Achim von Heydebreke
- bis 1616 (1620) Hans von Blankenberg
- 1648 bis 1649 Christoph und Cuno von der Osten
- 1649 bis 1680 Oberstleutnant Christoph Gamm
- 1680 bis 1717 Carl Gustav von Gamm ließ das alte Herrenhaus erbauen (1680 bis 1706)
- 1717 Lehnsvettern auf Göhren zu Mecklenburg-Schwerin
- 1720 Sigismund von Bredow, Asmus Wilhelm von Bredow verkauften das Gut an Herzog Karl II. von Mecklenburg-Strelitz
- 1795 Herzog Karl II. von Mecklenburg-Strelitz
- 1801 Kabinettsamt